# Ziogouiné
Ziogouiné  è una città e sottoprefettura della Costa d'Avorio appartenente al dipartimento di Man. Conta una popolazione di 9 323 abitanti (censimento 2014).